# Simiane-la-Rotonde
Simiane-la-Rotonde é uma comuna francesa na região administrativa da Provença-Alpes-Costa Azul, no departamento dos Alpes da Alta Provença. Estende-se por uma área de 67,86 km². Em 2010 a comuna tinha 615 habitantes (densidade: 9,1 hab./km²).